# Stonewall National Museum and Archives
Stonewall National Museum and Archives (SNMA, oficialmente Stonewall Library & Archives Inc.) é uma organização 501(c)(3) sem fins lucrativos e isenta de impostos em Fort Lauderdale, Florida, que promove a compreensão por meio da preservação, interpretação e compartilhamento da cultura lésbica, pessoas gays, bissexuais e transexuais e seu papel na sociedade. Possui e administra uma biblioteca e acervo arquivístico e apresenta uma série de programas públicos. A SNMA tem duas pequenas áreas de exposição (Ross Gallery e Hester Gallery) com exposições temporárias extraídas principalmente de suas coleções. Além disso, SNMA hospeda uma linha do tempo LGBTQ baseada na web da história LGBTQ americana, lançada em 2021 e conhecida como In Plain Sight. Embora o nome de Stonewall seja inspirado no Stonewall Inn, onde ocorreram os distúrbios de Stonewall em 1969, o museu e o arquivo não têm conexão direta com a localização de Nova York.

## História
A SNMA foi fundada em 1973 por Mark N. Silber. A coleção ficou guardada na casa de seus pais por 10 anos. Ela foi transferida para uma sala de aula na Sunshine Cathedral, Metropolitan Community Church em Fort Lauderdale, Flórida, por volta de 1983. A biblioteca se fundiu com os Southern Gay Archives, com sede em Boca Raton, que foram organizados por Joel Starkey e coletivamente formaram a Stonewall Library. & Archives, Inc. Em 2001, a biblioteca e o arquivo foram transferidos para o Centro Comunitário de Gays e Lésbicas do Sul da Flórida, na Avenida North Andrews, 1717.
Vários anos depois, o centro estava programado para ser demolido, então Stonewall começou a procurar outras opções. Eles foram abordados pelo Condado de Broward, que ofereceu espaço em uma antiga filial da biblioteca do Condado de Broward em Fort Lauderdale, em 1300 East Sunrise Blvd, em Fort Lauderdale. A Comissão do Condado de Broward aprovou a mudança em uma votação de 9 a 0 em 10 de junho de 2007. O novo local foi inaugurado em fevereiro de 2009.
Em 2014, o Stonewall abriu uma filial, a Stonewall Gallery, em 2157 Wilton Drive, na vizinha Wilton Manors. Esse local foi fechado em junho de 2020 como parte dos esforços do Stonewall para consolidar suas operações em um único local.

## Biblioteca
A Biblioteca John C. Graves contém volumes todos relacionados ou sobre tópicos LGBTQ+ e é uma das maiores bibliotecas de empréstimo de materiais LGBTQ+ nos Estados Unidos. É necessária a adesão à SNMA para retirar materiais, mas a biblioteca é gratuita e aberta ao público para pesquisa e navegação, e a adesão é gratuita para todos os estudantes do ensino médio e universitários. A SNMA também oferece acesso gratuito à Internet sem fio a todos os que o visitam. A biblioteca aceita doações, mas os materiais devem ser de ou sobre assuntos LGBTQ+. Materiais não LGBTQ+ não serão aceitos. Para quaisquer doações recebidas que já estejam na coleção, esses materiais duplicados são normalmente vendidos por US$ 1 ou colocados em outra biblioteca ou centro comunitário LGBTQ+. Todos são bem-vindos para pesquisar o catálogo da biblioteca da SNMA.
Os tópicos da coleção circulante incluem: ficção; não-ficção; biografia; línguas estrangeiras; belas-Artes; Pulp Fiction; jovens e jovens adultos; e DVDS, audiolivros e CDs.
Disponíveis mediante solicitação aos associados estão assuntos das coleções Especial e Restrita. Estes são:
- Coleções especiais: Esses itens são únicos em natureza ou conteúdo.
- Livros desactualizados sobre a SIDA: Estes livros remontam ao início da década de 1980 e tratam da causa, prevenção e tratamento de doenças relacionadas com o VIH e a SIDA. Por não serem mais factualmente corretos, esses itens são mantidos fora das prateleiras públicas. São, no entanto, preservados como um registo do impacto que a SIDA teve na comunidade gay masculina.
- Erótica: Esses materiais estão disponíveis apenas para pessoas com 18 anos ou mais que sejam membros da SNMA.
- Livros assinados e/ou de alto valor: Devido à singularidade e dificuldade de reposição desses livros, eles são mantidos fora das prateleiras públicas
- Coleção restrita: Esses materiais são livros não circulantes devido à sua raridade, que incluem primeiras edições, volumes antigos assinados pelo autor e outros atributos especiais. Geralmente há versões posteriores do mesmo livro desta coleção nas prateleiras públicas que estão disponíveis para circulação.

## Itens em coleções
Em 2022, havia 28.000 volumes na biblioteca, incluindo quase 1.000 livros raros. A biblioteca está organizada no sistema da Biblioteca do Congresso e todo o catálogo pode ser visualizado no site da SNMA. Cerca de 5.000 pessoas visitam a biblioteca todos os anos, incluindo leitores casuais e pesquisadores acadêmicos.
Além disso, existem 2.700 pés lineares de materiais de arquivo, totalizando mais de 6 milhões de pedaços de papel, principalmente de 1950 até os dias atuais. A coleção contém seriados de todo o país, bem como documentos privados e organizacionais. No entanto, seu foco principal é o Sudeste Americano (oeste de Houston, TX e sul de Washington, DC). Em alguns casos, as cópias de seriados em posse de Stonewall são as únicas cópias em papel conhecidas. Três armazéns com conteúdo de arquivo foram organizados em uma única coleção pelo arquivista-chefe voluntário Paul Fasana, em cuja homenagem a coleção agora é nomeada. Em 2020, a SNMA recebeu uma bolsa da Fundação Andrew W. Mellon que lhe permitirá digitalizar uma parte do seu arquivo para preservar os conteúdos e disponibilizá-los a um público mundial.
Em 2020, o conselho da SNMA adotou recomendações do seu Grupo de Trabalho Anti-Racismo com a intenção de diversificar as suas participações, programas, pessoal e conselho.

## Programas
Stonewall hospeda vários programas públicos que conscientizam as questões LGBTQ. Stonewall hospeda noites de cinema, clubes do livro, workshops, exibições de filmes e eventos sociais. Outros eventos incluem arrecadação de fundos, caminhadas, conversas com escritores, exposições em galerias, programas de voluntariado e participação em eventos LGBTQ na comunidade.
O Stonewall National Education Project realiza um simpósio anual para educadores e administradores sobre currículo LGBTQ e melhores práticas para proporcionar um ambiente seguro para jovens LGBTQ. Os Arquivos Stonewall são um recurso usado para integrar informações historicamente relevantes e precisas sobre a história e cultura LGBTQ em currículos e planos de aula, com o objetivo de fornecer aos professores a oportunidade de ensinar e discutir a história LGBTQ.